# Cinema Pirata
Cinema Pirata, "Pirate Cinema" (em inglês), é um romance de Cory Doctorow. Foi lançado em outubro de 2012. A novela está licenciada nos termos da licença Creative Commons Atribuição-NonCommercial-ShareAlike 2.5 e está disponível gratuitamente no site do autor. O livro ganhou o Prêmio Prometheus em 2013.

## Sobre o livro
O romance está ambientado em um futuro distópico próximo na Grã-Bretanha, onde o governo é efetivamente controlado por corporações de mídia e conta a história do adolescente Trent McCauley, que mora no norte da Inglaterra e tem como passatempo remixar filmes de um velho galã do cinema para recontextualizá-lo em situações constrangedoras sem o consentimento das corporações de mídia donas das imagens do ator. Isso o torna um infrator digital e a pena resulta no fim do acesso de sua família à internet. Seus pais não podem mais procurar emprego, nem sua irmã pode estudar. Por isso, ele foge de casa e vai para Londres onde aprende natureza por trás de sua punição.